# Pedro Claver
San Pedro Claver S.J. (Verdú, España, 26 de junio de 1580-Cartagena de Indias, 9 de septiembre de 1654), cuyo nombre de nacimiento fue Pere Claver Corberó, fue un misionero y sacerdote jesuita español que pasó a la posteridad por su entrega a aliviar el sufrimiento de los esclavos del puerto negrero de Cartagena de Indias donde vivió la mayor parte de su vida. Se apodó a sí mismo el «esclavo de los negros».
Tímido y sencillo, español corto en palabras y largo en hechos, Pedro Claver Corberó, es una de las figuras del cristianismo del siglo XVII Desarrolló su vida en el puerto de Cartagena de Indias, donde la población negra era seis veces superior a la blanca. Su entrega abnegada a los negros bozales, sobre los que algunos teólogos de esa época discutían si habían nacido para ser esclavos, es un modelo admirable de la praxis cristiana del amor y del ejercicio de los derechos humanos, de los que se lo declaró «defensor» en 1985. Sus restos se encuentran en el altar mayor de la Iglesia de San Pedro Claver en Cartagena de Indias. Se lo honra como patrono de los esclavos, y desde 1896 como patrono de las misiones entre los negros. Se lo considera un ejemplo heroico de lo que debe ser el amor por los más pobres y marginados.

Pedro Claver es el santo que más me ha impresionado después de la vida de Cristo.
León XIII, en ocasión de la canonización de Pedro Claver

## Biografía

### Sus primeros años
Pedro Claver Corberó nació en junio de 1580 en España, en la "villa de los cántaros negros", como se calificaba a Verdú (Lérida), en el valle de Urgel, y fue bautizado el día 16 de ese mes con el nombre de Juan Pedro. Fue uno de los hijos (junto con Juan, Santiago e Isabel) del matrimonio de Pedro Claver y Mingüella, y Ana Corberó. El padre era un modesto propietario de viñedos y olivares. Pedro no tenía aún trece años cuando perdió a su madre y, pocos días después, a su hermano Santiago. En 1595, con quince años de edad, recibió la tonsura clerical en su pueblo y, apadrinado por un tío canónigo, se trasladó en 1596 a Barcelona para estudiar «letras y artes» en el Estudio general de la Universidad. Terminada la retórica, entró en contacto con los jesuitas del colegio de Belén para estudiar filosofía. Allí sintió la vocación por la Compañía de Jesús, en la que ingresó el 7 de agosto de 1602. Tras un ferviente noviciado y luego de pronunciar sus primeros votos, pasó a Gerona a dedicarse al estudio de las humanidades.

### La influencia de Alonso Rodríguez

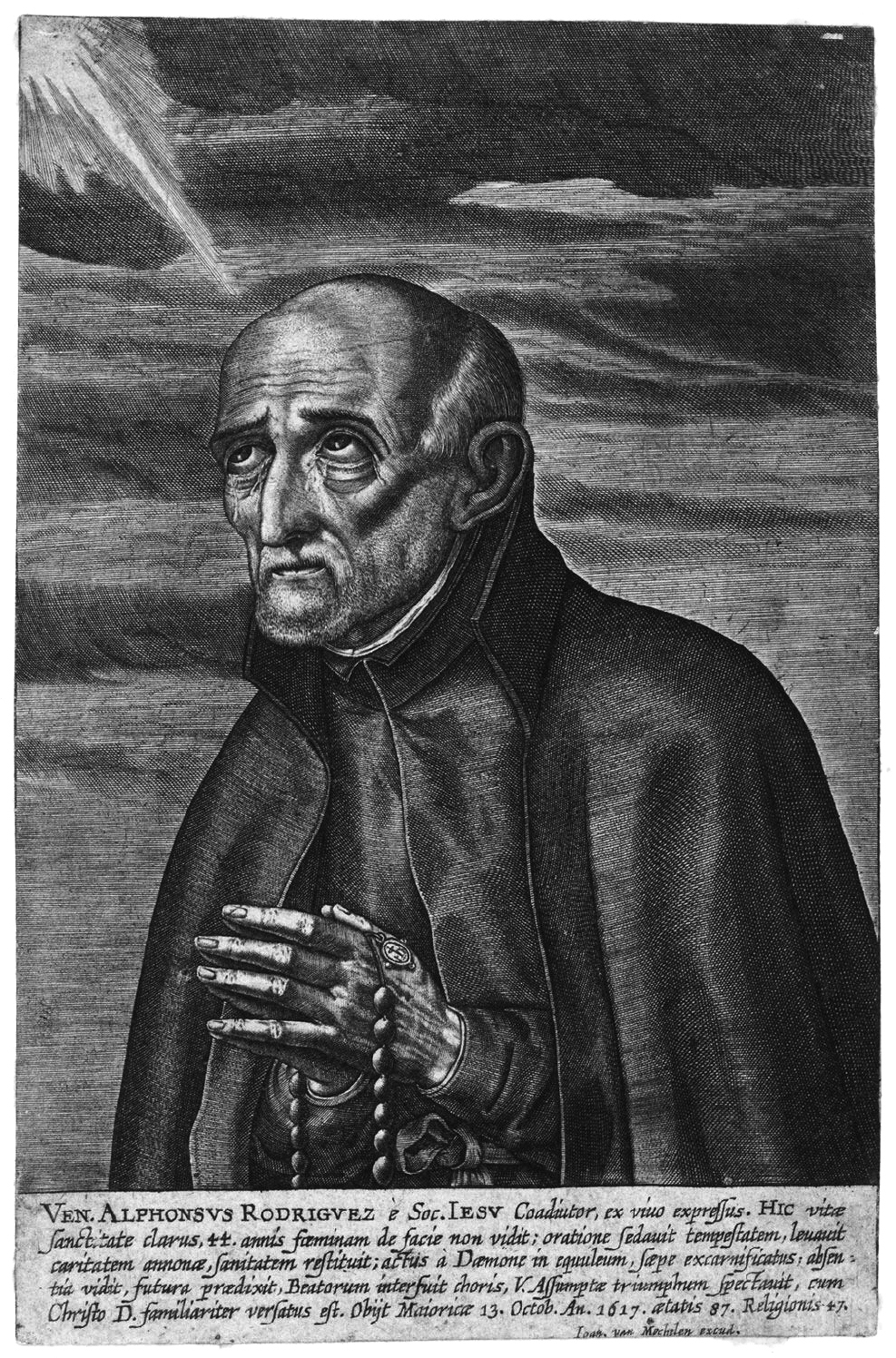
Grabado que representa a Alonso Rodríguez. Museo de Arte de Filadelfia.

En los primeros tiempos sintió dudas acerca de su vocación al sacerdocio, pues le atraían la sencillez y los oficios humildes de los hermanos coadjutores. Esto explica la gran amistad y admiración que sintió en el Colegio Nuestra Señora de Montesión, en Palma de Mallorca donde fue destinado a ampliar sus estudios de filosofía (1605-1608), con el hermano portero Alonso Rodríguez Gómez (1531-1617). Nacido en Segovia e hijo de un comerciante en paños, Alonso se había hecho jesuita ya mayor, pues, tras fallecer su padre, tuvo que abandonar sus estudios en Alcalá y encargarse del negocio de familia. Contrajo matrimonio, enviudó y perdió a sus dos hijos, ocasión en la que decidió hacerse religioso.
La valoración que de Pedro Claver hacían sus superiores era muy negativa: «[...] espíritu mediocre, [...] discernimiento inferior a la media, escasa circunspección en los negocios, mediocre perfil en las letras. Bueno para predicar a los indios [...]». Pero mucho más decisivo que esta valoración fue el influjo que ejerció el humilde y místico hermano portero del Colegio de Monte Sion sobre Pedro Claver, ya que el joven jesuita consiguió permiso de los superiores para conversar todas las noches un cuarto de hora con Alonso Rodríguez. Pedro aprovechó a fondo estas charlas, cuyas luces recogía en un cuaderno que le acompañó toda la vida. También recibió del santo hermano un libro de apuntes espirituales, "un tesoro grande", como él decía, que legó al noviciado de Tunja en Colombia, entonces Nueva Granada.

### Su llegada a América
Comenzaba su segundo año de estudios teológicos cuando el provincial, accediendo a su deseo, le destinó el 23 de enero de 1610 a las misiones transoceánicas del Nuevo Reino de Granada. Sin despedirse de su familia –el ambiente en casa había cambiado tras las segundas nupcias de su padre–, se fue a pie a Valencia y luego a Sevilla, de donde zarparía en la flota de galeones en compañía del padre Mejía y dos jóvenes sacerdotes.
Después de una primera toma de contacto con la plaza fuerte de Cartagena de Indias, hervidero de negreros, piratas e inquisidores, se trasladó, en un lento viaje en champán por el río Magdalena y luego a lomos de mula, hasta Santa Fe de Bogotá, donde no estaban aún organizados los estudios de teología, lo que Pedro aprovechó para servir como hermano coadjutor.
El clima de Bogotá no le sentaba bien, ya que el sol dañaba su salud. Una vez concluidos brillantemente sus estudios en el Colegio y Seminario de San Bartolomé, hoy Colegio Mayor de San Bartolomé y Pontificia Universidad Javeriana, fue destinado al noviciado de Tunja, en tierra adentro, para hacer su "tercera probación", el año que los jesuitas dedican a la espiritualidad tras su formación intelectual. Seguía dudando si hacerse sacerdote. Tanto, que le pidió al provincial que le permitiera seguir de hermano portero, oficio que ejercía en Tunja.

### «Esclavo de los negros para siempre»
Pero los superiores le destinaron a Cartagena de Indias, donde fue ordenado sacerdote el 19 de marzo de 1616, a la edad de 35 años, por el obispo dominico fray Pedro de la Vega. Ofició su primera misa en el altar de la Virgen del Milagro de la iglesia de la Compañía.

Navío negrero del. Los barcos negreros de los siglos XVI a XIX guardaron un denominador común: el hacinamiento y el estado calamitoso de las bodegas donde transportaban a los esclavos.

Allí conoció al sabio jesuita Alonso de Sandoval, investigador de la vida de los negros y autor del famoso libro De instauranda ethiopum salute, quien, en contra del dominante ambiente esclavista, recibía con afecto y bautizaba a los esclavos que llegaban al puerto en abundancia y en un estado calamitoso en las bodegas de los barcos negreros, procedentes de África. Inspirado por Sandoval y por la situación imperante, Claver se entregó en cuerpo y alma a los negros bozales.
Con su clima caluroso, Cartagena de Indias era, por su posición en el mar Caribe, el principal mercado de esclavos del Nuevo Mundo. Mil esclavos llegaban allí al mes, y los mosquitos y las enfermedades devoraban a los sanos. El precio de compra de un esclavo era dos escudos, y doscientos el de venta. Aunque muriera la mitad del «cargamento», el tráfico seguía siendo «rentable». Ni las repetidas censuras del Papa, ni las de los moralistas católicos podían prevalecer contra ese comercio movido por la avaricia. Los misioneros no podían suprimir la esclavitud, sólo mitigarla...
Pero Pedro Claver se enfrentó con hechos heroicos a esta ignominiosa trata. Pedro interpretó así el sentido de su sacerdocio, y el 3 de abril de 1622, al profesar sus votos perpetuos solemnes, estampó junto a su firma la que sería la gran consigna de su vida:

Petrus Claver, aethiopum semper servus («Pedro Claver, esclavo de los negros para siempre»)
Pedro Claver

Esta fórmula de entrega personal que implicaba trabajar únicamente por los «etíopes», nombre que los españoles de la época daban indistintamente a los esclavos negros, se mantendría como firma en las siguientes tres décadas.
El joven sacerdote siguió a la letra el método empleado por el padre Sandoval. Procuraba enterarse con antelación de la llegada de un barco negrero – hasta ofrecía una misa a quien se lo avisara– y se informaba de que nación venía para procurarse intérpretes, que buscaba por toda Cartagena. Los amos de éstos llevaban muy mal que se los pidieran y recibían a los jesuitas con insultos. Más tarde el propio colegio llegó a comprar los negros intérpretes, grandes colaboradores de Claver. Entre ellos estaban Domingo Folupo, Andrés Sacabuche, José Monzola o Ignacio Soso, que a veces eran empleados en el colegio para otros menesteres, lo que ocasionó dos cartas de protesta del padre general Vitelleschi, quien apreciaba sinceramente la labor de Pedro.
Acompañado de sus intérpretes acudía Claver al puerto llevando al brazo un canasto cargado de plátanos, naranjas, limones, pan, vino, tabaco, aguardiente y sahumerios. Luego, descendía heroicamente a la sentina del navío donde por más de cuarenta o cincuenta días habían permanecido «sepultados» entre trescientos y cuatrocientos esclavos negros. Ante los ojos desorbitados de terror de los pobres africanos, les decía que él quería ser su padre y pretendía tratarlos bien; que no iba con intención de comérselos, como ellos creían, o maltratarlos, sino para quererles y enseñarles el camino de Jesús. Si alguno llegaba en peligro de muerte, él mismo lo envolvía en su manto y lo llevaba a un hospital.

### «No con lengua, sino con manos y obras»
Existen relaciones escalofriantes de la época referidas a estos desembarcos, incluso de mano del propio santo:

Echamos manteos fuera y fuimos a traer de otra bodega tablas y entablamos aquel lugar y trajimos en brazos a los muy enfermos, rompiendo por los demás. Juntamos los enfermos en dos ruedas, la una tomó mi compañero con el intérprete, apartados de la otra que yo tomé. Entre ellos había dos muriéndose, ya fríos y sin pulso. Tomamos una teja de brasas, y puesta en medio de la rueda, junto a los que estaban muriendo, y sacando varios olores, de que llevábamos dos bolsas llenas, que se gastaron en esta ocasión, y dímosles un sahumerio, poniéndole encima de ellos nuestros manteos, que otra cosa ni la tienen encima, ni hay que perder tiempo en pedirla a sus amos, cobraron calor y nuevos espíritus vitales, el rostro muy alegre, los ojos abiertos y mirándonos.

 
De esta manera les estuvimos hablando, no con lengua, sino con manos y obras que como vienen tan persuadidos de que los traen para comerlos, hablarles de otra manera fuera sin provecho. Asentámonos después, o arrodillámonos junto a ellos, les lavamos los rostros y vientres con vino, y alegrándolos, y acariciando mi compañero a los suyos, y yo a los míos, les comenzamos a poner delante cuantos motivos naturales hay para alegrar a un enfermo.
Pedro Claver

.
También para la catequesis seguía el método del padre Sandoval, explicándoles la doctrina cristiana a través de cuadros muy vivos y la ayuda de intérpretes escalonados en medio de una atmósfera irrespirable. Cuando sentía repugnancia, besaba las llagas de los esclavos y finalmente los bautizaba, en contra de lo que hacían algunos religiosos cuando los bozales eran cazados en África, que bautizaban en masa con una simple «aspersión».

### Del «confesonario para negros» al leprosario
Su afecto a los negros bozales se extendía a su defensa frente a sus amos, como atestigua la negra Isabel Folupo. Cuando sabía que alguno flagelaba a sus esclavos, se presentaba en la casa y con súplicas o con autoridad les pedía que no los azotaran. Su confesonario estaba reservado para los negros, mientras que grandes personajes de la ciudad tenían que hacer cola detrás de ellos si querían confesarse con el jesuita. Así lo comentó uno de sus testigos:

Mientras había negros esclavos, en vano había que intentar confesarse con él; después de éstos venían los pobres y luego, a falta de unos y de otros, los niños de la escuela. Sentía mucho que otra gente, y más si era autoridad, se mezclase entre sus humildes penitentes; a los caballeros decía que les sobraban confesores, y a las señoras que era estrecho su confesonario para guardainfantes, que sólo era capaz para los pobres negros.
Hermano Nicolás, citado por José María Iraburu en su libro Hechos de los apóstoles en América

.

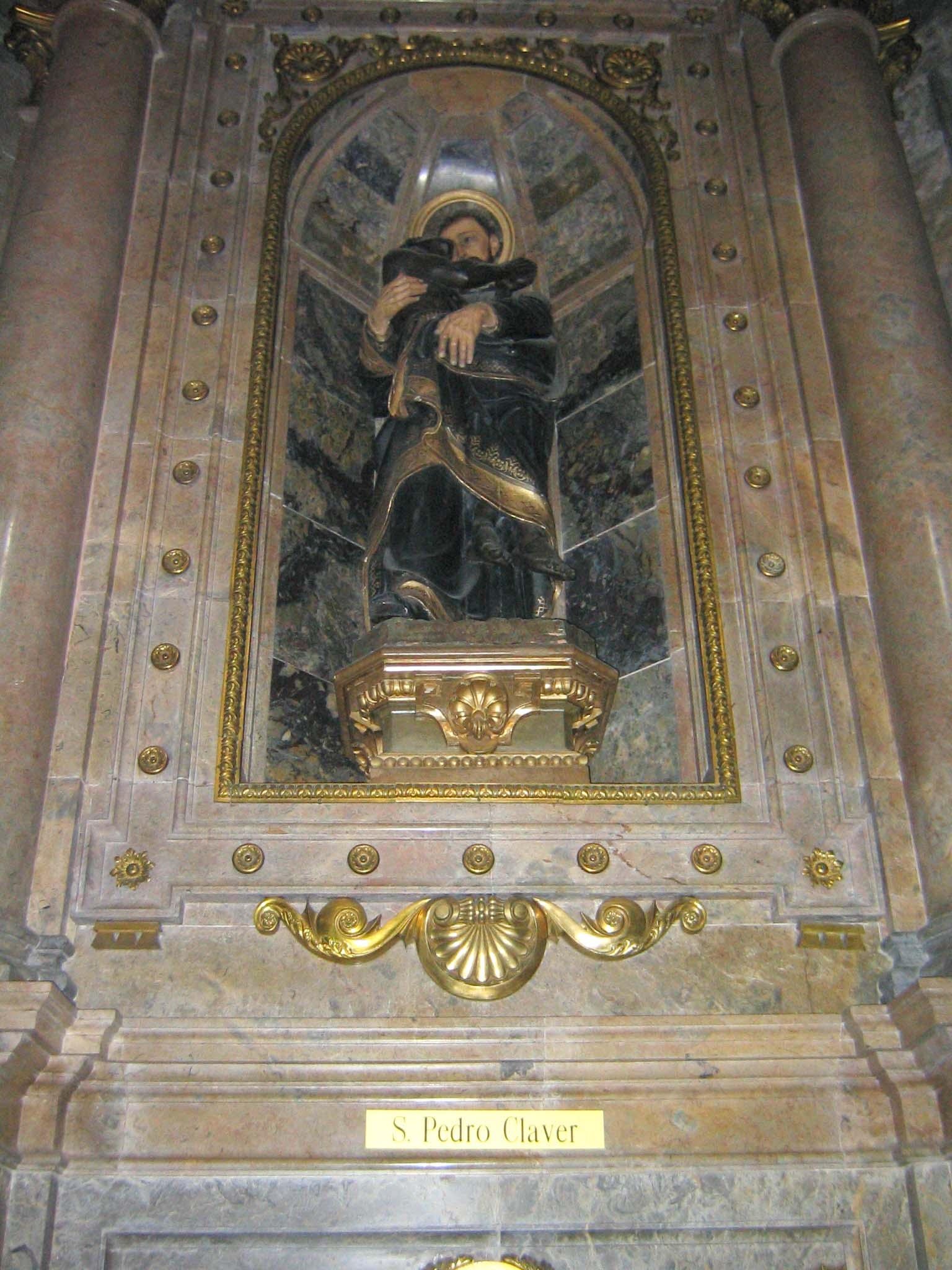
Imagen de san Pedro Claver, abrazando a un esclavo africano. Santuario de Loyola, en el municipio de Azpeitia, Guipúzcoa, País Vasco (España).

De su predilección por los enfermos daba testimonio una persona negra, pobre y esclavizada que vivía en una choza junto a la muralla, o una ciega que lo visitó fielmente en su bohío durante diez años. Durante la peste de la viruela que se cebó en Cartagena en 1633 y 1634, Pedro Claver se multiplicó para atender a los damnificados hasta agotar a dos y tres de sus compañeros. Su manteo servía de vestido para los desnudos recién llegados, de almohada y de cama para los enfermos. Su intérprete Sacabuche contaba que hubo días en que tuvo que lavar el manteo del padre Claver hasta siete veces. En vísperas de Pascua reunía a todas las personas negras de la ciudad para que cumplieran el precepto, los confesaba, les daba la comunión y él mismo les servía un modesto desayuno. También alguna vez con la disciplina con la que se flagelaba irrumpió en alguna danza nocturna, cuando los africanos se emborrachaban o prostituían.
Además acudía regularmente a la leprosería, Hospital de San Lázaro, cuidada por los Hermanos de san Juan de Dios. Allí barría, arreglaba las camas, daba de comer a los enfermos y les llevaba pequeños frascos de licor. Conseguía mosquiteros, limosnas, medicinas y comida para aquel pobre hospital que era un conjunto de bohíos que llegó a albergar hasta setenta leprosos. Los días de fiesta les llevaba una comida más fina y una banda de música.

### Defensor de los últimos

#### Darse, sin medir las consecuencias

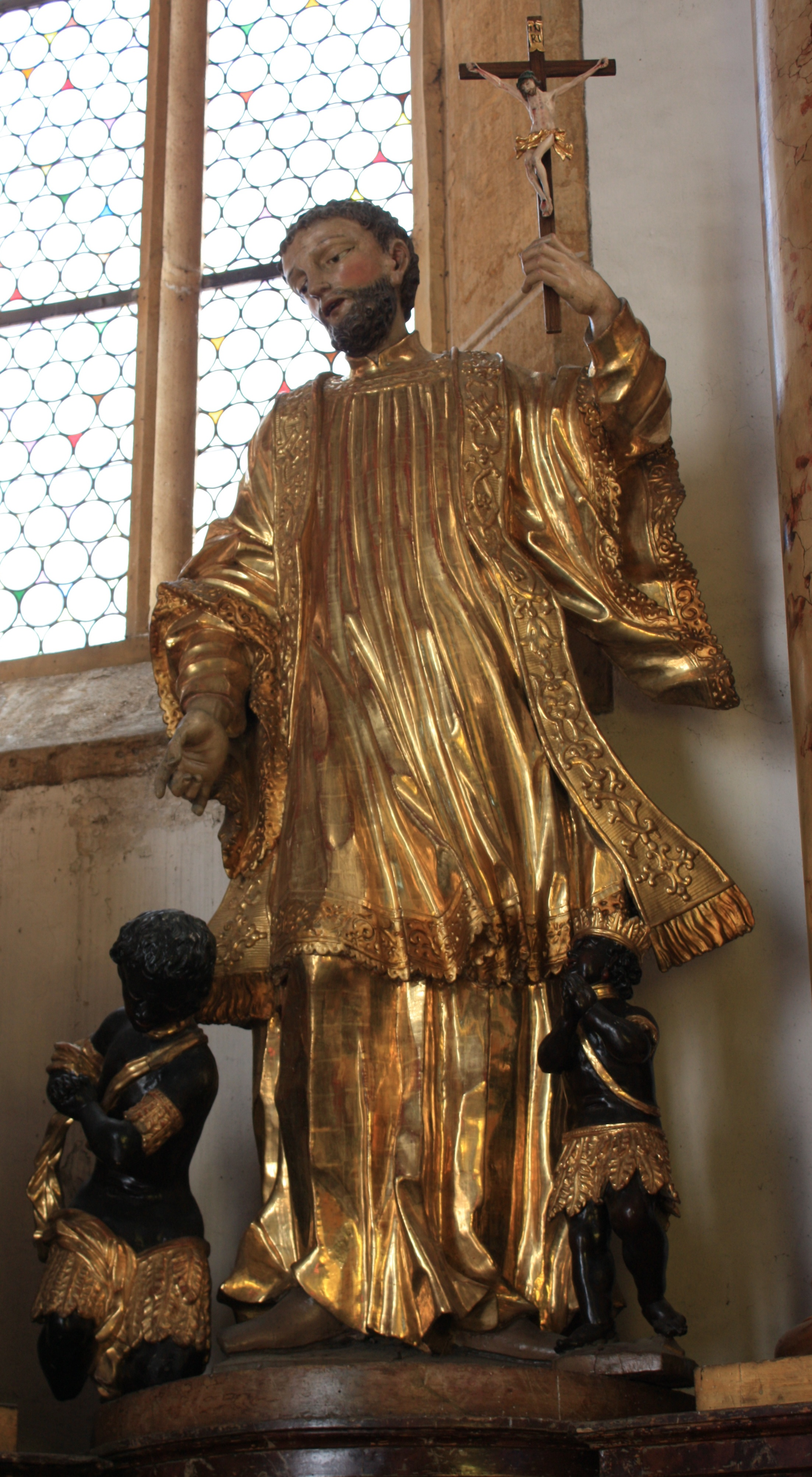
Imagen de san Pedro Claver en la iglesia parroquial San Nicolás, en Estrasburgo (Francia).

Se ocupaba también de los presos comunes o de aquellos apresados por la Inquisición, y se pasaba largas horas en los calabozos escuchando sus cuitas. Por sus ruegos, dos abogados se encargaban de la defensa de los presos pobres. También consolaba a los condenados en el momento de la ejecución con vino, perfume y bizcochos. Y con los protestantes, alguno de ellos ejecutado en un Auto de Fe, se comportaba con igual cariño y misericordia, sin importarle las consecuencias. Llegó a convertir a varios, entre ellos un arcediano de Londres. Misionaba además pueblos de los alrededores, comiendo y durmiendo en chozas abandonadas, entre murciélagos y ratas. Le nombraron ministro (encargado de asuntos materiales) de la casa. Pero, como cogía siempre para él los oficios más duros, el superior lo hizo maestro de novicios coadjutores, a los que conducía a la leprosería escoba en mano.
Todo ello respondía a una profunda vida espiritual. Austero hasta el heroísmo –dormía poco y en el suelo, apenas comía y vestía cilicios, aun con el clima de Cartagena–, tenía dicho al hermano portero que no molestara en la noche a los demás padres cuando venían a pedir sacramentos, sino que acudiesen a él.
Para la oración le gustaba mirar un libro de imágenes de la vida de Nuestro Señor y se detenía sobre todo en pasajes de la Pasión que recordaba el resto del día. El negro Diego Folupo lo vio elevado del suelo como “caña y media” con los ojos fijos en un crucifijo que sostenían en las manos. Le atribuían numerosos milagros, como resurrección de muertos, clarividencia y profecía.

#### Oposición a su trabajo
Aunque su fama de santidad cundía por toda la ciudad, aunque su provincial llegó a decir que él solo trabajaba por seis sujetos, y aunque no le faltaron a Pedro Claver cartas laudatorias del padre General de la Compañía, muchos otros se opusieron a su trabajo y a su persona. Los informes que enviaban a Roma decían de él que era «mediocre de ingenio», «de prudencia exigua», «muy melancólico». También le llegaron avisos de la curia acusándolo de «abusar de sus intérpretes a expensas del Colegio», de «retener en su poder depósitos de dinero sin precisar si era con facultad de los superiores locales», y tener en el aposento botijas de vino, que usaba para sus negros. Asimismo, le llamaron la atención por reprender a una dama española que se pavoneaba en la iglesia de su guardainfante. Otros jesuitas no veían con buenos ojos que Claver diera preferencia a los negros sobre los blancos, temas que incluían en sus cartas acusatorias a Roma.
Claver enfrentó una pertinaz oposición por parte de las autoridades civiles y comerciales, quienes sospechaban que el ministerio del sacerdote socavaba su lucrativo comercio. Pero los traficantes de esclavos no eran los únicos enemigos de Pedro Claver. El misionero fue acusado de exceso de celo y de haber profanado los sacramentos al darlos a «criaturas que apenas poseían alma». Importantes mujeres de Cartagena se negaron a entrar en la iglesia en la que el Padre Claver reunía a sus negros. Los superiores del santo eran a menudo influenciados por las muchas críticas que llegaban a ellos. Sin embargo, Claver continuó su trabajo, aceptando todas las humillaciones y añadiendo rigurosas penitencias a sus obras de caridad. 

#### Un final aceptado
En 1650 y tras predicar la cuaresma por los alrededores de Cartagena, Pedro Claver pretendió entrar en Urabá, región de indios paganos, pero cayó enfermo. La víspera había confesado hasta las diez de la mañana y cuando pretendió celebrar la misa, se sintió tan mal que se vio obligado a regresar a Cartagena. La peste había diezmado el colegio de los jesuitas, donde habían fallecido ya nueve miembros de la comunidad. Una parálisis lo redujo a la impotencia y a un tremendo temblor de las manos que, según testimonio del médico, le desaparecía al decir misa.
Aún logró hacer algunas visitas, gracias a una mula que le dejaron, que estuvo a punto de matarle. Pudo ir también a despedirse de doña Isabel de Urbina, su gran bienhechora, a quien le pidió que en adelante se confesara con su sucesor, el padre Diego Ramírez Fariña. Por entonces, desde la sublevación de Portugal, era raro el arribo de barcos negreros. Pero en 1652 llegó uno lleno de negros araraes. Pedro visitó a los negros, les llevó regalos y los instruyó para el bautismo.
Así, físicamente impedido, permaneció los últimos cuatro años enfermo, en su celda, prácticamente solo y sin poder casi moverse, en un espantoso estado de abandono por parte de los demás que él, sin embargo, aceptaba. Falleció finalmente en la madrugada del 9 de septiembre de 1654.

## Reconocimiento después de su muerte
El hermano Nicolás fue uno de los testigos fidedignos de la vida de Claver. Él relató que, cuando se supo en la ciudad que estaba muriendo, que ya había perdido el conocimiento, «empezó la gran peregrinación ante el que ya no tenía sentido; la apoteosis al que murió creyéndose abandonado de todos». Pobres y ricos, curas y religiosos de otras órdenes, todos querían tocarle, llevarse de él cabellos, un trozo de su camisa, lo que fuera: «le besan aun antes de morir las manos, los pies, tocándole rosarios». El padre Juan de Arcos, rector del colegio, señaló: «la gente entraba y salía como a una estación de Jueves Santo; diluvios de niños y negros venían diciendo: "Vamos al santo"...».
Después de su muerte, el gobernador Pedro Zapata y el Concejo de Cartagena solicitaron que se iniciaran los informes sobre la vida y milagros de Claver. Durante el proceso de canonización, resultó particularmente notable el número de hechos extraordinarios, verificados tanto en vida como después de su muerte, y considerados milagros por la Iglesia católica. Además se constató el bautismo por su mano y la conversión de negros por millares.
Un punto muy analizado hasta hoy es la forma en que Pedro Claver logró comunicar el cristianismo a los esclavos, siendo que se trataba de la religión que decían practicar los amos de los esclavos. Pedro Miguel Lamet, Mariano Picón Salas y otros biógrafos modernos señalan el hecho de que Pedro Claver infundió en los esclavos un sentido de dignidad humana y un valor singular por la vida que representaba una clara subversión de los principios del comercio de esclavos. Una de sus máximas, «Primero los hechos, luego las palabras», y la práctica cotidiana de sufrir junto a los sufrientes, siguiéndolos a las minas y a las plantaciones, intercediendo por ellos y protestando por su cuidado, sería una de las razones principales de su influencia.

## Canonización

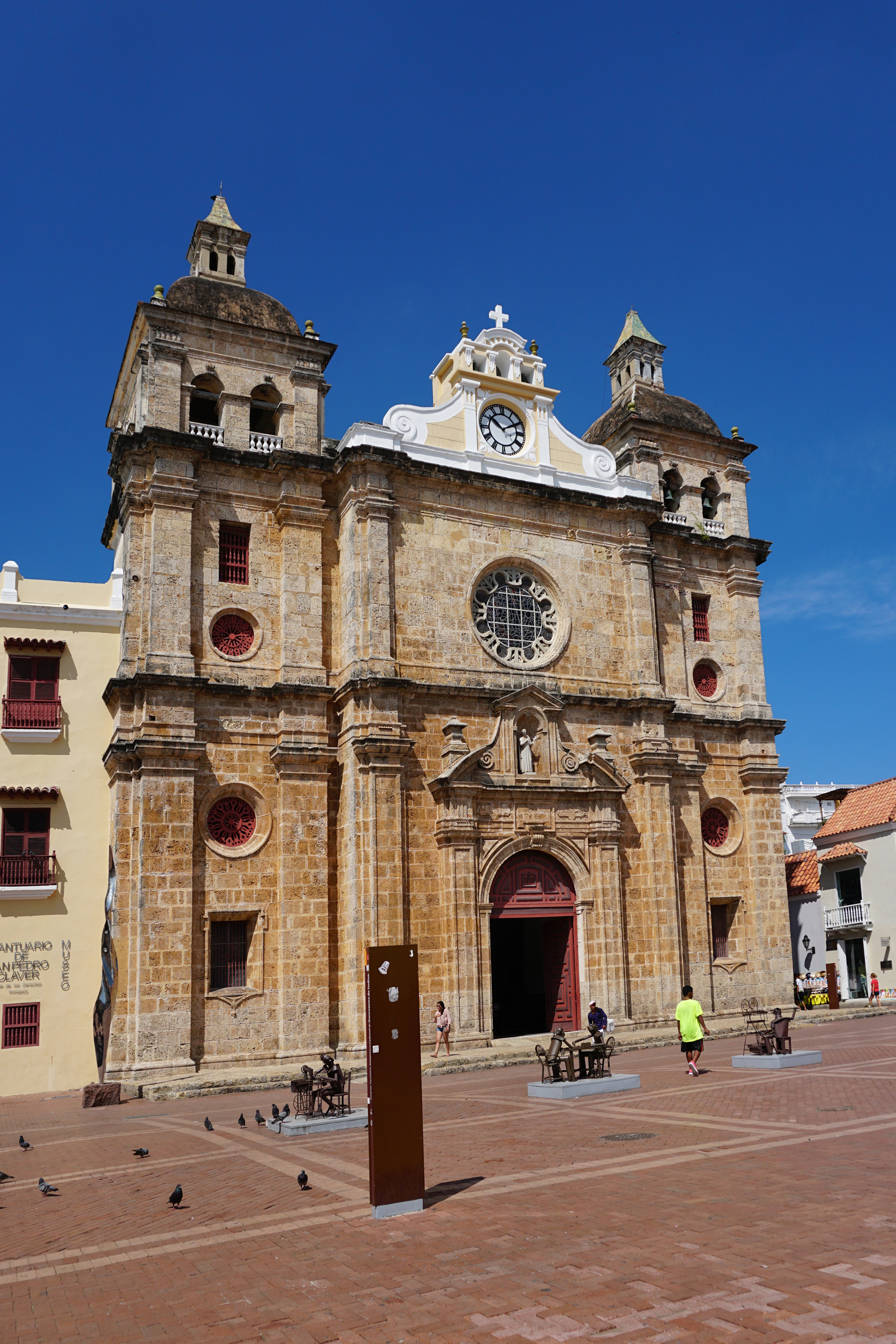
Iglesia de san Pedro Claver en Cartagena de Indias, construida en 1580 y reconstruida en el, tuvo distintos nombres (san Juan de Dios, más tarde san Ignacio de Loyola) hasta recibir el actual. En su altar mayor alberga las reliquias de san Pedro Claver.

Las virtudes de Pedro Claver fueron declaradas heroicas por la Iglesia católica el 24 de septiembre de 1747 y ese día se introdujo su causa de canonización. Fue beatificado el 16 de julio de 1850 por el papa Pío IX, y proclamado santo por el papa León XIII, el 15 de enero de 1888. El 7 de julio de 1896 fue declarado patrono de las misiones entre los negros y, en 1985, defensor de los derechos humanos.

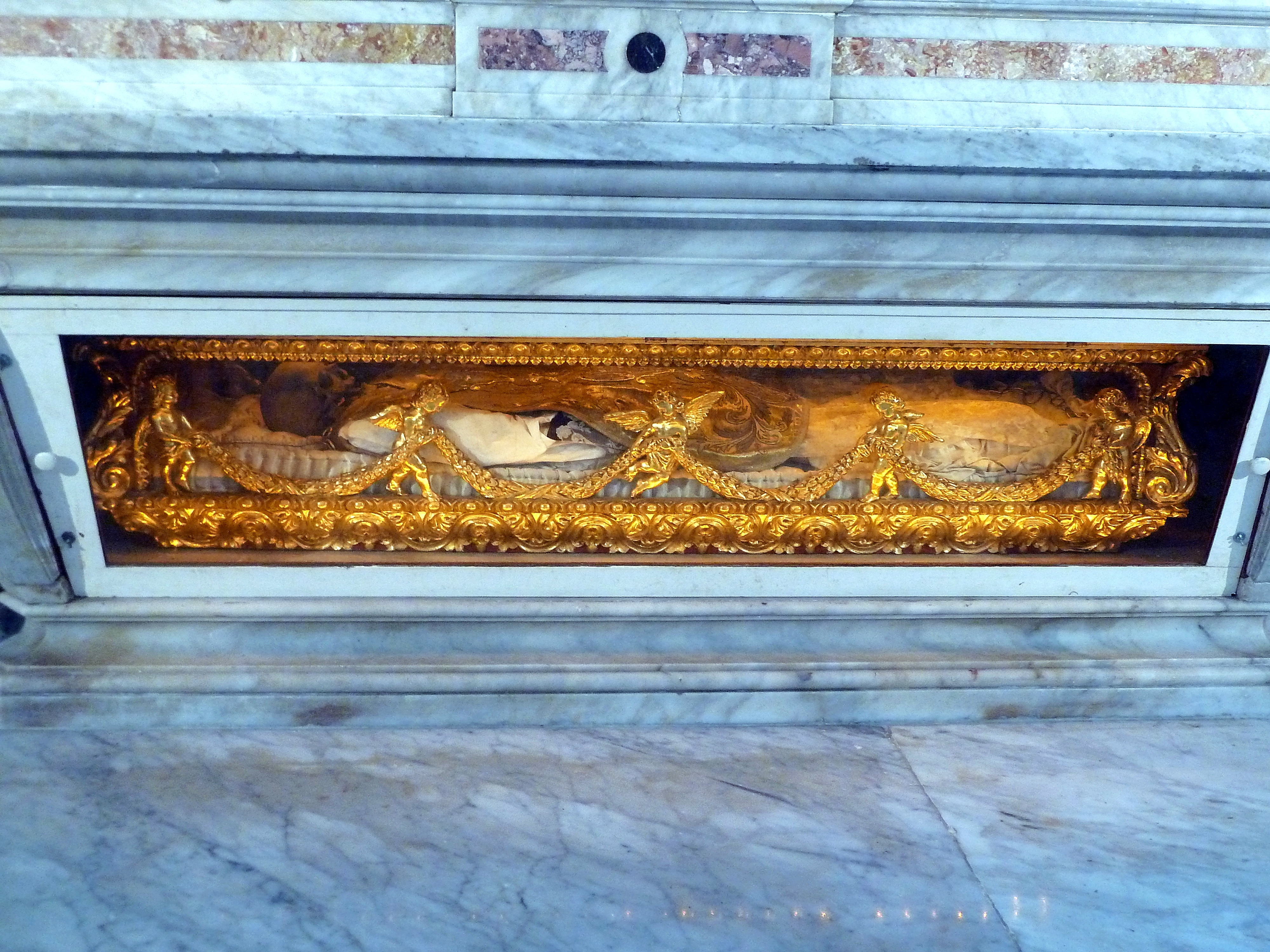
Restos mortales de san Pedro Claver. Altar de la iglesia jesuítica de san Pedro Claver en Cartagena, Colombia.

Los restos mortales de Pedro Claver se conservan en Cartagena, en el altar mayor de la Iglesia jesuítica que lleva su nombre, donde el papa Juan Pablo II lo honró, rezando ante ellos el 6 de julio de 1986. En esa ocasión señaló:

[...] Esta ciudad de Cartagena, ilustre por tantos títulos, tiene uno que la ennoblece de modo particular: haber albergado durante casi cuarenta años a Pedro Claver, el Apóstol que dedicó toda su vida a defender a las víctimas de aquella degradante explotación que constituyó la trata de esclavos. [...] Pedro Claver brilla con especial claridad en el firmamento de la caridad cristiana de todos los tiempos. La esclavitud, que fue ocasión para el ejercicio heroico de sus virtudes, ha sido abolida en todo el mundo. Pero, al mismo tiempo, surgen nuevas y más sutiles formas de esclavitud porque «el misterio de la iniquidad» no cesa de actuar en el hombre y en el mundo. Hoy, como en el siglo XVII en que vivió Pedro Claver, la ambición del dinero se enseñorea del corazón de muchas personas y las convierte, mediante el comercio de la droga, en traficantes de la libertad de sus hermanos a quienes esclavizan con una esclavitud más temible, a veces, que la de los esclavos negros. Los tratantes de esclavos impedían a sus víctimas el ejercicio de la libertad. Los narcotraficantes conducen a las suyas a la destrucción misma de la personalidad. Como hombres libres a quienes Cristo ha llamado a vivir en libertad debemos luchar decididamente contra esa nueva forma de esclavitud que a tantos subyuga en tantas partes del mundo, especialmente entre la juventud, a la que es necesario prevenir a toda costa, y ayudar a las víctimas de la droga a liberarse de ella.
Juan Pablo II

## Legado
La espiritualidad de Pedro Claver inspiró a otros para realizar obras signadas por el carisma que lo caracterizó. La beata María Teresa Ledóchowska (1863-1922), conocida como «madre de África», se entregó a la lucha contra la esclavitud en África. Fundadora de la revista «El Eco de África», organizó una imprenta con el fin de editar publicaciones religiosas misioneras. León XIII la recibió en audiencia en 1894 y apoyó su idea de fundar un instituto misionero para luchar contra la esclavitud en África, que sería el «Instituto san Pedro Claver». Así, María Teresa Ledóchowska es la fundadora de la congregación de las «Hermanas Misioneras de San Pedro Claver» (también llamadas «Hermanas Claverianas»). Después de su muerte, esta congregación iniciada en Europa se extendió por los restantes continentes: América (1928), Oceanía (Australia, 1929), África (1955), y Asia (India, 1972). Entre los países de habla hispana, la obra se propagó por España (Tv. Cano 10, Madrid), Argentina (Tronador 1851, Ciudad de Buenos Aires), Colombia, etc. María Teresa Ledóchowska fue beatificada por el papa Pablo VI el 19 de octubre de 1975 y su festividad se celebra el 6 de julio.